# IBM 305 RAMAC

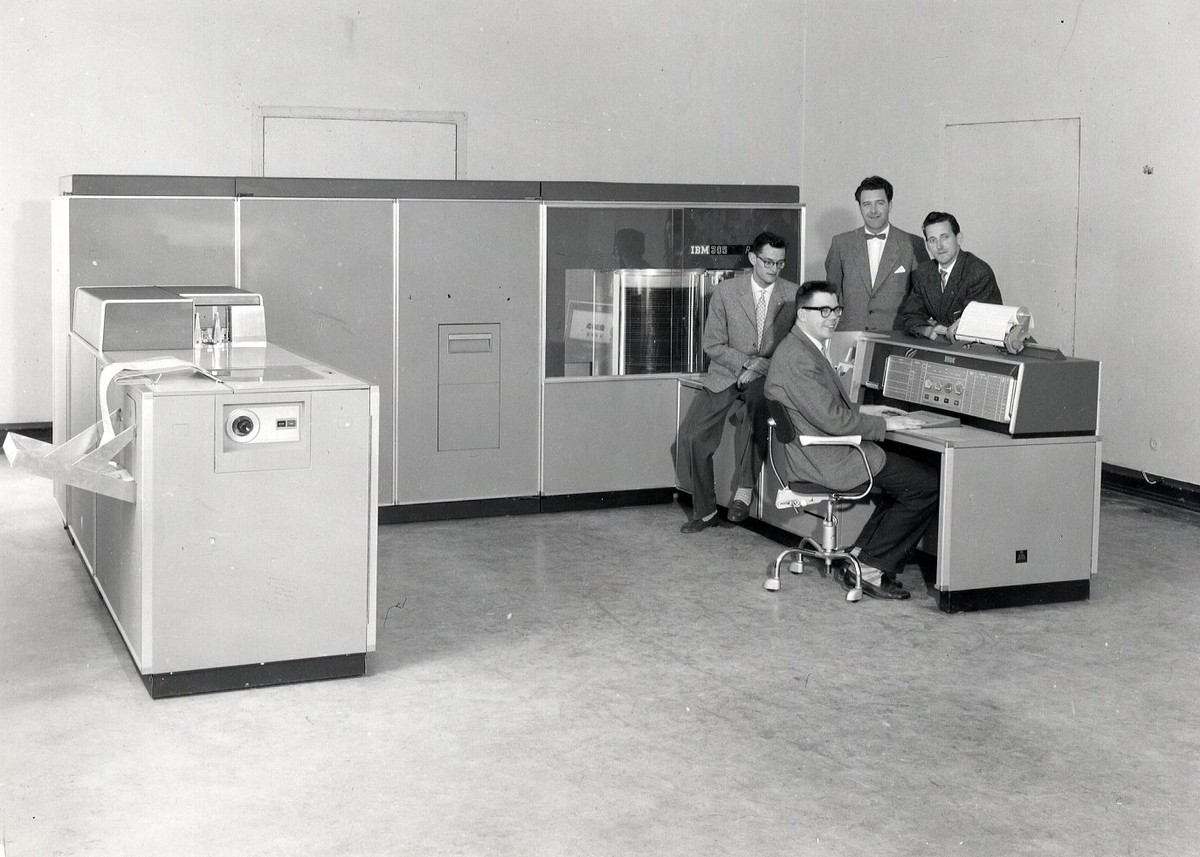
Система IBM 305 RAMAC

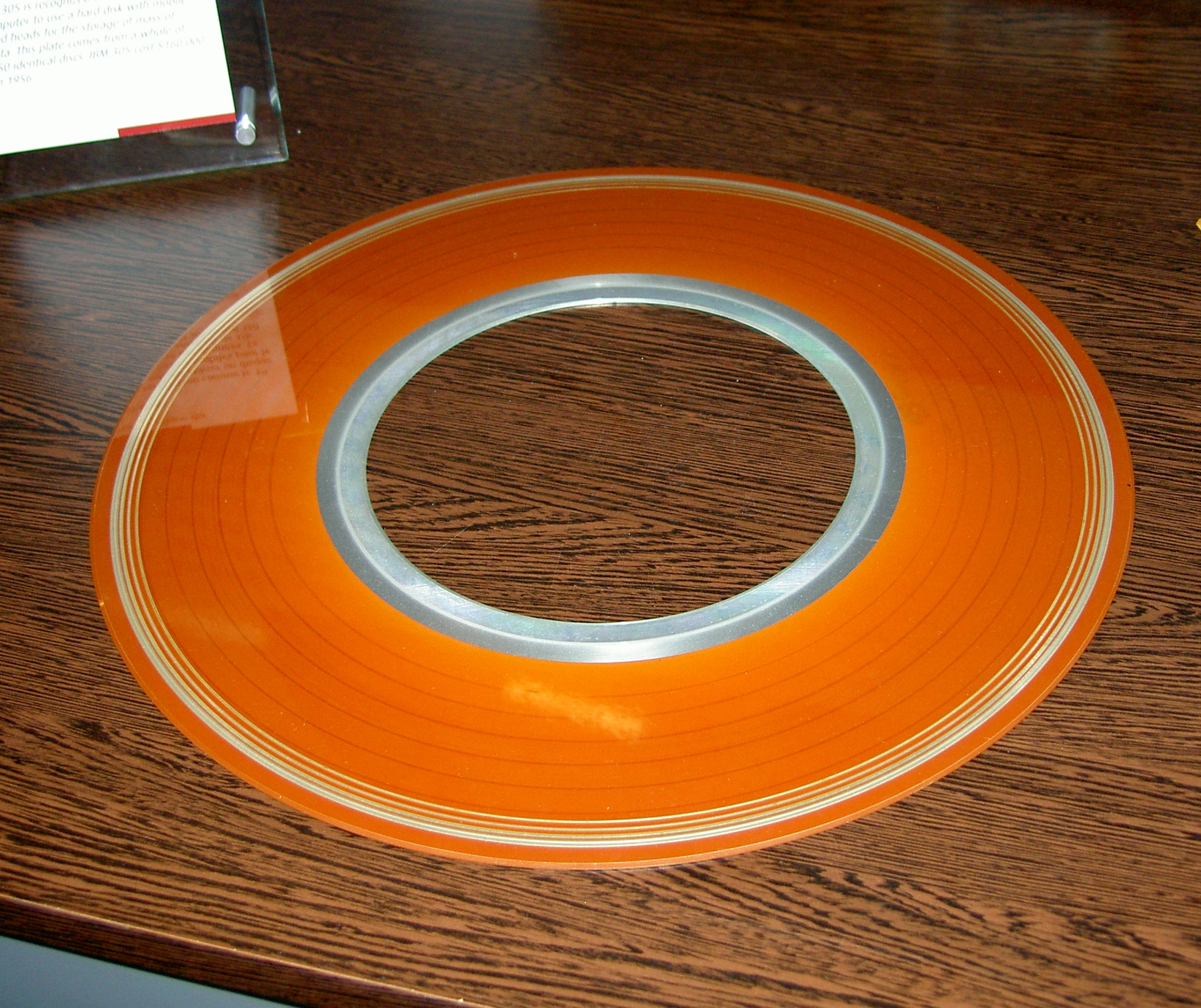
Диск RAMAC

IBM 305 RAMAC — перша ЕОМ фірми IBM з накопичувачем на жорстких дисках. Була випущена 1956 року.
Накопичувач RAMAC (Random Access Method of Accounting and Control) забезпечував прямий доступ до 5 мегабайт даних на 50 алюмінієвих дисках, що постійно обертались. Носіями інформації були намагнічені елементи. Вага накопичувача становила 900 кг.
Машини виготовлялись до 1961 року, всього було виготовлено понад 1000 екземплярів.